# Hugon Kowalski
Hugon Kowalski (ur. 1987) – polski architekt.

## Życiorys
Ukończył studia na Wydziale Wzornictwa i Architektury na Uniwersytecie Artystycznym w Poznaniu.
Od 2010 pracuje jako asystent kierownika Katedry Architektury i Urbanistyki UA w Poznaniu. Za swój projekt dyplomowy Porozmawiajmy o śmieciach poruszający problem slumsów w Bombaju, którego promotorem był Robert Konieczny, jako pierwszy Polak otrzymał nagrodę Archiprix International Hunter Douglas Awards za najlepszy dyplom architektoniczny na świecie obroniony w latach 2009-11.
W 2010 na IV roku studiów założył własną pracownię, UGO Architecture, którą rozwija do dziś. Jego projekty prezentowane były na wystawach: Seul Design Fair w 2011, w Mediolanie na MadEXPO, w Bolonii podczas Międzynarodowych Targów Budownictwa Ekologicznego w 2010, w Cube Gallery w Manchesterze na wystawie organizowanej przez Królewskie Stowarzyszenie Architektów Wielkiej Brytanii w 2009.
Laureat 27 polskich i międzynarodowych nagród.